# Saison 1 de Miss Marple
Chronologie
Saison 2
Cet article présente les quatre épisodes de la saison 1 de la série télévisée Miss Marple (Agatha Christie's Marple).

## Distribution
- Geraldine McEwan ((VF : Lily Baron)) : Miss Marple

## Épisode 1:Un cadavre dans la bibliothèque
- Royaume-Uni : 12 décembre 2004 sur ITV

- Joanna Lumley (Dolly Bantry)
- James Fox (Colonel Arthur Bantry)
- Ian Richardson (Conway Jefferson)
- Tara Fitzgerald (Adelaide Jefferson)
- Jamie Theakston (Mark Gaskell)
- Giles Oldershaw (Edwards)
- Florence Hoath (Pamela Reeves)
- Simon Callow (Colonel Melchett)
- Ben Miller (Basil Blake)
- Emma Cooke (Dinah Lee)
- Robin Soans (Dr Haydock)
- Bruce Mackinnon (Scamper)
- Jack Davenport (Superintendant Harper)
- Mary Stockley (Josie Turner)
- Emma Williams (Ruby Keene)
- Adam Garcia (Raymond Starr)
- David Walliams (George Bartlett)
- Richard Durden (Mr. Prestcott)
- Steven Williams (Peter Carmody)
- Tina Martin (Middle Aged Woman)
- Zoe Thorne (Florence)
- Anna Rawlins (Beatrice)
- Abigail Neale-Wilson (Jesse)

Une jeune femme blonde est découverte étranglée dans la bibliothèque de la demeure du Colonel Arthur Bantry et de sa femme Dolly. Celle-ci fait alors appel à son amie de longue date, Miss Marple, pour tirer les choses au clair. La victime, inconnue et n'ayant rien à voir avec le couple, sera identifiée comme Ruby King (ayant été portée disparue par le vieux Conway Jefferson) par sa cousine Josie Turner. Toutes deux sont danseuses dans un hôtel à Brighton, mais la seconde, blessée à la cheville, s'était fait remplacer par la première au club le soir de sa mort, mais celle-ci disparait en cours de soirée. Miss Marple pense que Josie cache des choses et part avec Dolly à Brighton pour mener leur propre enquête.
- D'après Un cadavre dans la bibliothèque (1942)
- Dans le roman, le second assassin est Mark Gaskell et non Adelaide Jefferson.

## Épisode 2:Meurtre au presbytère
- Royaume-Uni : 19 décembre 2004 sur ITV

- Janet McTeer (Anne Protheroe)
- Derek Jacobi (Colonel Protheroe)
- Jason Flemyng (Lawrence Redding)
- John Owens (Photographe)
- Mark Warren (Captain Ainsworth) (non crédité)
- Jana Carpenter (May Ainsworth) (en VF Lizzie Ainsworth)
- Tim McInnerny (Révérend Leonard Clement)
- Siobhan Hayes (Mary Hill)
- Rachael Stirling (Griselda Clement)
- Julian Morris (Dennis Clement)
- Mark Gatiss (Ronald Hawes)
- Robert Powell (Dr Haydock)
- Jane Asher (Mrs Lester)
- Angela Pleasence (Miss Hartnell)
- Miriam Margolyes (Mrs Price-Ridley)
- Christina Cole (Lettice Protheroe)
- Herbert Lom (Augustin Dufosse)
- Emily Bruni (Helene Dufosse)
- Paul Hawkyard (Frank Tarrant)
- Ruth Sheen (Mrs Tarrant)
- Julie Cox (Miss Marple jeune)
- Jenny Howe (Femme de chambre)
- Stephen Tompkinson (Inspecteur Slack)

C'est le jour du seigneur à Saint-Mary-Mead. Mais la messe est gâchée par le caractère fort désagréable du Colonel Lucius Protheroe, très impopulaire au village, lorsque celui-ci soupçonne des détournements de fonds de la paroisse. Miss Marple, vieille dame qui a perdu son mari durant la première guerre mondiale, se fait une entorse le lendemain lorsqu'une moto a failli la renverser avec le couple Protheroe. Dans l'après-midi, la femme du colonel est surprise dans les bras du peintre Lawrence Redding et Miss Marple leur conseille de se dire adieu le lendemain. Le colonel Protheroe est tué en fin d'après-midi au presbytère, situé en face de chez Miss Marple immobilisée, cette dernière est l'unique témoin.
- Anne Protheroe et Lawrence Redding : meurtre du colonel Protheroe et tentative de meurtre contre Ronald Hawes
- Ronald Hawes : détournement de fonds

- D'après L'Affaire Protheroe (1930)
- Les actrices Julie Cox et Rachael Stirling se retrouvent après avoir joué ensemble, respectivement dans les rôles d'Elsa Greer et Carolyn Crale, dans le téléfilm Cinq petits cochons (2003) de la série Hercule Poirot avec David Suchet dans le rôle-titre. En guise de clin d'œil, au début de cet épisode, on voit distinctement dans l'atelier du peintre Lawrence Redding, le portrait de Carolyn Crayle (Rachael Stirling) peint par son mari dans Cinq petits cochons. Deux romans, deux personnages de femmes, deux personnages de peintres, deux histoires différentes menées par deux détectives différents mais un seul portrait dans les deux ateliers : celui de l'actrice Rachael Sterling qui a joué les deux rôles.

## Épisode 3:Le Train de 16 h 50
- Royaume-Uni : 26 décembre 2004 sur ITV

- Amanda Holden (Lucy Eyelesbarrow)
- John Hannah (Inspecteur Tom Campbell)
- Griff Rhys Jones (Dr David Quimper)
- David Warner (Luther Crackenthorpe)
- Niamh Cusack (Emma Crackenthorpe)
- Ben Daniels (Alfred Crackenthorpe)
- Charlie Creed-Miles (Harold Crackenthorpe)
- Ciarán McMenamin (Cedric Crackenthorpe)
- Pam Ferris (Elspeth McGillicuddy)
- Tim Stern (Attendant)
- Michael Landes (Bryan Eastley)
- Kurtis O'Brien (Alexander Eastley)
- Toby Marlow (James Stoddard-West)
- Rob Brydon (Inspecteur Awdry)
- Rose Keegan (Lady Alice)
- Pip Torrens (Noël Coward)
- Tasha Bertram (Olga)
- Celia Imrie (Madame Joilet)
- Neve McIntosh (Martine)
- Meritxell Lavanchy (Anna Stravinska)
- Jenny Agutter (Agnes Crackenthorpe)

Elspeth McGillicuddy prend le train pour rendre visite chez son amie Miss Marple. Au cours du trajet, elle aperçoit furtivement un meurtre dans le train qui roule en parallèle lors d'un croisement. Elle fait part de son témoignage aux autorités mais personne ne semble la croire. Miss Marple va identifier le croisement ferroviaire où a lieu le crime et, privilégiant le fait que le corps est jeté hors du train, concentre son enquête vers le domaine de la famille de Crackenthorpe bordant la voie ferrée. Pour cela, elle fait appel à Lucy Eyelesbarrow, la fille de son neveu Raymond, pour se faire engager comme cuisinière chez les Crackenthorpe, pour retrouver le cadavre de la victime.
- D'après Le Train de 16 h 50 (1957)
- Contrairement à l'épisode, Harold Crackenthorpe est tué par l'assassin qui le maquille en accident de chasse. De plus, la confrontation avec l'assassin est changé à la fin, celle-ci se déroule dans le salon dans le roman.

## Épisode 4:Un meurtre sera commis le...
- Royaume-Uni : 2 janvier 2005 sur ITV

- Zoë Wanamaker (Letitia Blacklock)
- Claire Skinner (Amy Murgatroyd)
- Christian Coulson (Edmund Swettenham)
- Cherie Lunghi (Sadie Swettenham)
- Robert Pugh (Colonel Easterbrook)
- Keeley Hawes (Phillipa Haymes)
- Frances Barber (Lizzie Hinchcliffe)
- Elaine Paige (Dora "Bunny" Bunner)
- Matthew Goode (Patrick Simmons)
- Sienna Guillory (Julia Simmons)
- Catherine Tate (Mitzi Kosinski)
- Christian Rubeck (Rudi Schertz)
- Alexander Armstrong (Inspecteur Dermot Craddock)
- Richard Dixon (Rowlandson)
- Nicole Lewis (Myrna Harris)
- Gerard Horan (Inspecteur chef Fletcher)
- Lesley Nicol (Infirmière McClelland)
- Virginia McKenna (Belle Goedler)

Les villageois de Chipping Cleghorn sont surpris de voir un article dans le journal local annonçant un meurtre le soir même chez Letitia Blacklock. Ils s'arrangent tous pour être à la soirée chez Letitia. À l'heure dite, des coups de feu retentissent et un inconnu est retrouvé mort, tandis que Letitia semble visée. La victime, du nom de Rudi Shertz, travaillait dans un hôtel où Miss Marple séjourne et, ayant appris la mort de l'employé, décide de se rendre à Chipping Cleghorn chez son amie Amy (qui avait participé à la soirée) pour commencer son enquête. Letitia connaissait la victime, petit escroc notoire, lorsque celle-ci était en Suisse. Mais tous les convives ont des secrets qu'ils ne veulent pas révéler.
- D'après Un meurtre sera commis le... (1950)
- Zoë Wanamaker jouera par la suite le personnage récurrent d'Ariadne Oliver dans la série Hercule Poirot